# Лагранжева система
В математике лагранжевой системой называется пара {\displaystyle (Y,L)}
 гладкого расслоения {\displaystyle Y\to X} и лагранжевой плотности {\displaystyle L}, которая определяет дифференциальный оператор Эйлера — Лагранжа, действующий на сечения расслоения {\displaystyle Y\to X}.
В  классической механике многие  динамические системы являются лагранжевыми. Конфигурационным пространством такой лагранжевой системы служит расслоение {\displaystyle Q\to \mathbb {R} } над осью времени {\displaystyle \mathbb {R} } (в частности, {\displaystyle Q=\mathbb {R} \times M}, если система отсчёта фиксирована). В  классической теории поля, все полевые системы являются лагранжевыми.
Лагранжева плотность {\displaystyle L} (или просто лагранжиан)
порядка {\displaystyle r} определяется как {\displaystyle n}-форма, {\displaystyle n=}dim{\displaystyle X}, на  многообразии струй  {\displaystyle J^{r}Y} порядка {\displaystyle r} сечений расслоения {\displaystyle Y}. Лагранжиан {\displaystyle L} может быть введён как элемент  вариационного бикомплекса дифференциальной 
 градуированной алгебры {\displaystyle O_{\infty }^{*}(Y)} внешних форм на многообразиях струй расслоения {\displaystyle Y\to X}. Оператор кограницы этого бикомплекса содержит вариационный оператор {\displaystyle \delta }, который, действуя на {\displaystyle L}, определяет ассоциированный оператор Эйлера — Лагранжа {\displaystyle \delta L}. Относительно координат 
{\displaystyle (x^{\lambda },y^{i})} на расслоении {\displaystyle Y} и соответствующих координат {\displaystyle (x^{\lambda },y^{i},y_{\Lambda }^{i})}
({\displaystyle \Lambda =(\lambda _{1},\ldots ,\lambda _{k})}, {\displaystyle |\Lambda |=k\leq r}) на многообразии струй {\displaystyle J^{r}Y} лагранжиан 
{\displaystyle L} и оператор Эйлера — Лагранжа имеют вид:
{\displaystyle L={\mathcal {L}}(x^{\lambda },y^{i},y_{\Lambda }^{i})\,d^{n}x,}
{\displaystyle \delta L=\delta _{i}{\mathcal {L}}\,dy^{i}\wedge d^{n}x,\qquad \delta _{i}{\mathcal {L}}=\partial _{i}{\mathcal {L}}+\sum _{|\Lambda |}(-1)^{|\Lambda |}\,d_{\Lambda }\,\partial _{i}^{\Lambda }{\mathcal {L}},}
где
{\displaystyle d_{\Lambda }=d_{\lambda _{1}}\cdots d_{\lambda _{k}},\qquad d_{\lambda }=\partial _{\lambda }+y_{\lambda }^{i}\partial _{i}+\cdots ,}
обозначают полные производные. Например, лагранжиан первого порядка и оператор Эйлера — Лагранжа второго порядка принимают форму
{\displaystyle L={\mathcal {L}}(x^{\lambda },y^{i},y_{\lambda }^{i})\,d^{n}x,\qquad \delta _{i}L=\partial _{i}{\mathcal {L}}-d_{\lambda }\partial _{i}^{\lambda }{\mathcal {L}}.}
Ядро оператора Эйлера — Лагранжа задаёт 
уравнение Эйлера — Лагранжа {\displaystyle \delta L=0}.
Когомологии вариационного бикомплекса определяют так называемую вариационную формулу
{\displaystyle dL=\delta L+d_{H}\Theta _{L},}
где
{\displaystyle d_{H}\phi =dx^{\lambda }\wedge d_{\lambda }\phi ,\qquad \phi \in O_{\infty }^{*}(Y)}
- полный дифференциал и {\displaystyle \Theta _{L}} - эквивалент Лепажа лагранжиана {\displaystyle L}. Первая и вторая  теоремы Нётер являются следствиями этой вариационной формулы.
Будучи обобщённым на градуированные многообразия, вариационный бикомплекс описывает градуированные лагранжевы системы четных и нечётных переменных.
В другом варианте лагранжиан, оператор Эйлера  — Лагранжа и уравнения Эйлера — Лагранжа вводятся в рамках 
 вариационного исчисления.